# Indokaribische Literatur
Indokaribische Literatur (englisch Indo-Caribbean Literature) bezieht sich auf die literarische Tradition der Karibik und ihrer Inseln, die von Autoren mit indischer Abstammung geschrieben wurde.

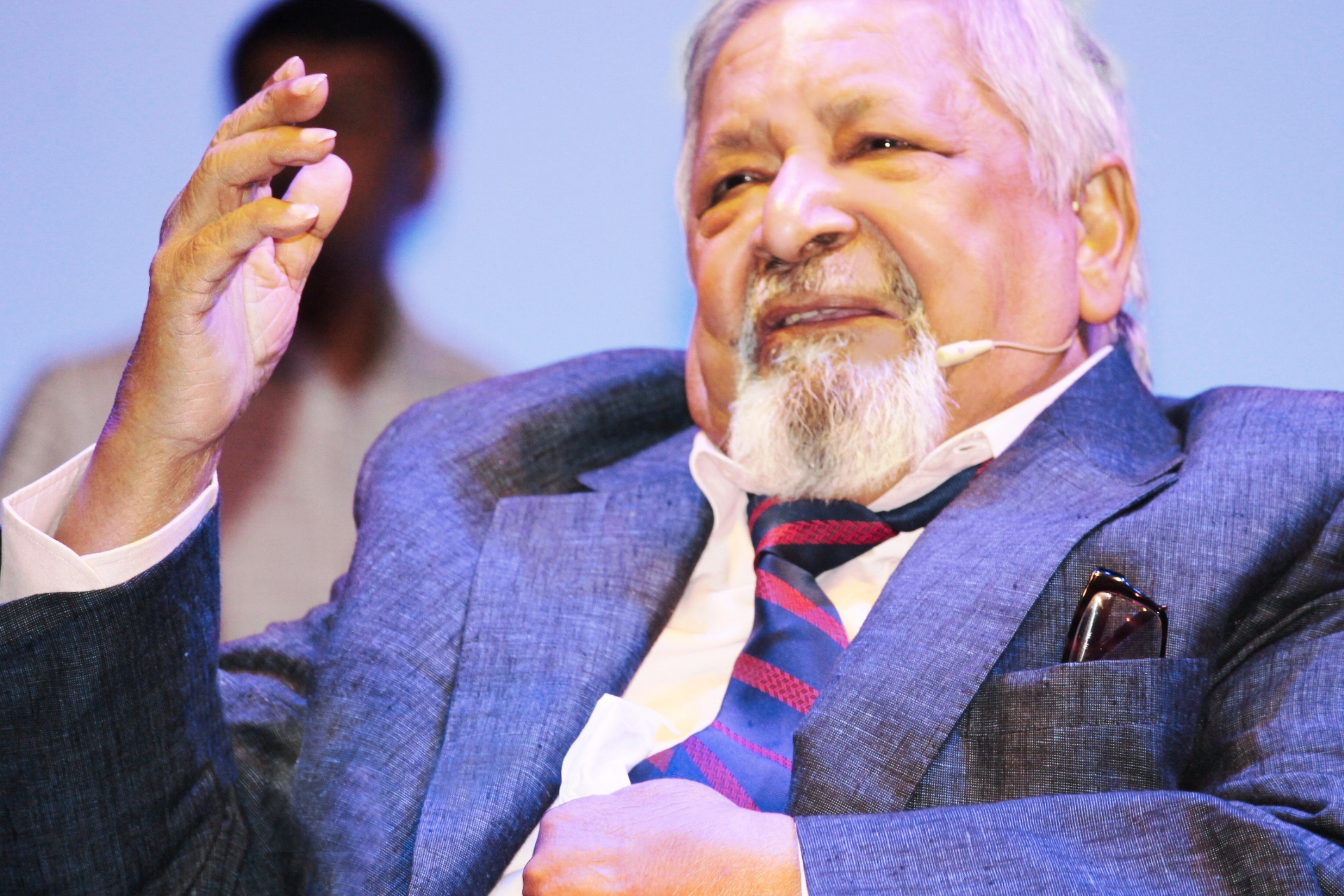
V. S. Naipaul (2016)

## Geschichte
Die indokaribische Literatur ist eine wichtige Komponente der karibischen Literatur und wurde in der Regel von Autoren geschrieben, deren Vorfahren aus Indien stammen.
Die indokaribische Literatur entstand im späten 19. Jahrhundert, als eine große Anzahl von indischen Arbeitsmigranten in die Karibik geschickt wurde, um auf den Zuckerrohrplantagen zu arbeiten. Diese Einwanderer brachten ihre eigene Kultur und Sprache mit und bildeten bald ihre eigene Gemeinschaft auf den Inseln. Die indokaribische Literatur reflektiert die Erfahrungen dieser Einwanderer und ihrer Nachkommen in der karibischen Gesellschaft.
Die Themen, die in der indokaribischen Literatur behandelt werden, umfassen oft Fragen der Identität, des Rassismus und der kulturellen Verflechtung. Viele Autoren haben auch die Erfahrungen von indokaribischen Immigranten in anderen Ländern erforscht.

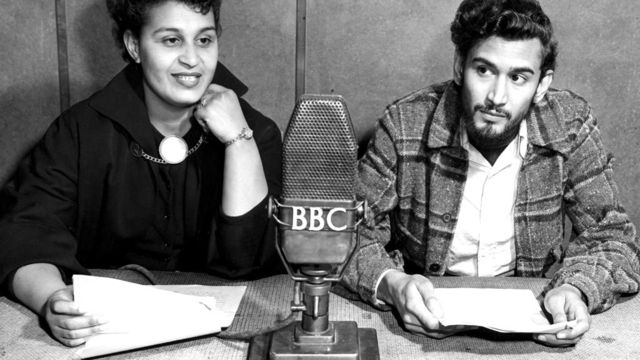
Schauspielerin Pauline Henriques (1914–1998) und Samuel Selvon bei der Radiosendung Caribbean Voices (1952)

Einige der bekanntesten Autoren der indokaribischen Literatur sind V.S. Naipaul, ein Nobelpreisträger für Literatur, sowie Shani Mootoo, Ramabai Espinet und Cyril Dabydeen, weitere Vertreter sind beispielsweise Sam Selvon und Ismith Khan.
Insgesamt ist die indokaribische Literatur ein wichtiger Bestandteil der karibischen Kultur und ein bedeutender Beitrag zur Weltliteratur.

## Schriftsteller
- Neil Bissondath (1955–)
- Mahadai Das (1954–2003)
- Ramabai Espinet (1948–)
- Cyril Dabydeen (1945–)
- V. Ramsamooj Gosine (1946–)
- Arnold Itwaru (1942–2021)
- Romeo Kaseram
- Ismith Khan (1925–2002)
- Unis Kissoon
- Alim Mohamed
- Shani Mootoo (1957–)
- Shiva Naipaul (1945–1985)
- V. S. Naipaul (1932–2018)
- John A. Ramsaran
- Angus Richmond (1925–2007)
- Sheik M. Sadeek
- Sam Selvon (1923–1994)
- Rajkumari Singh (1923–1979)